# Католицизм в Южном Судане
Католическая церковь в Южном Судане является частью всемирной Католической церкви. Численность католиков в Южном Судане составляет около 1 миллиона 700 тысяч человек (около 22 % от общей численности населения). Большинство католиков проживает в южных штатах Восточная Экватория, Центральная Экватория и Западная Экватория. В этих штатах Южного Судана католики составляют значительное большинство. Наименьшее число католиков проживает в штате Верхний Нил (45.000 человек при общем населении 2 миллиона 750 тысяч человек).

## История
В 1846 году Святой Престол создал апостольский викариат Центральной Африки, центр которого располагался в Хартуме, Судан. Первые католические миссионеры прибыли на территорию Южного Судана в 1850 году. Словенский католический священник Игнатий Кноблехер вместе с небольшой группой других священников были первыми европейцами, достигшими рек Ладо и Бахр-эль-Джебеля.
В 1853 году была построена первая католическая церковь в селении Гондокоро, недалеко от современной Джубы. В 1857 году в Хартум прибыл миссионер из Италии Даниэле Комбони — будущий основатель монашеской конгрегации комбонианцев. В 1862 году миссионеры под руководством Даниэля Комбони стали основывать миссии и Верхнем Ниле. В этот же год апостольский викариат Центральной Африки прекратил свою деятельность и до 1872 году миссионеры присутствовали только в Хартуме.
В 1865 году был рукоположён первый священник-африканец Бона Иосиф Хабаш, происходящий из области современного штата Верхний Нил.
Миссионеры сыграли значительную роль в образовании местного населения. В 1866 году католические миссионеры издали в городе Бриксене (Германия) первые грамматики языков динка и бари.
В 1882—1898 гг. в Судане произошло восстание махдистов, во время которого деятельность миссионеров в Хартуме была прекращена. Многие священники и монашествующие были либо арестованы на несколько лет либо высланы из Судана. В 1899 году миссионеры священника Даниэля Комбони вернулись в Хартум.
В начале XX века католические миссионеры под руководством ординария апостольского викариата Хартума епископа Антонио Роведжио совершали неоднократные поездки в Южный Судан для работы среди народа занде, проживающего в западных районах современного Южного Судана.
В 1905 году колониальные власти попытались взять под своё влияние деятельность европейских миссионеров в Судане. Был издан закон, согласно которому Судан разделялся на две сферы влияния. Европейские миссионеры могли только действовать южнее 10-й параллели.
В 1912 году была построена первая католическая церковь на территории сегодняшнего штата Западная Экватория. В 1913 году в Вау была основана апостольская префектура, которая в 1917 году была преобразована в апостольский викариат. В 1927 году в Джубе также была основана апостольская префектура, преобразованная в 1957 году в апостольский викариат.
В 1942 году в Вау была основана женская монашеская конгрегация «Сёстры Богородицы из Назарета», состоящая из африканок. В 1952 году в Джубе была основана местная мужская монашеская конгрегация «Братья святого Мартина де Порреса».
В 1955 году был рукоположён в епископа первый африканец Ириней Дуд Вьен (Dud Wien).
В 1956 году в городе Ей была открыта первая Высшая католическая семинария.
В 1957 году правительством в Хартуме был издан закон о регистрации церковных обществ. Этот закон брал под жёсткий контроль деятельность христианских общин в Судане. В 1964 году все иностранные миссионеры были изгнаны из Южного Судана. В 1965 году правительство Хартума пыталось создать лояльную ей католическую организацию по аналогу китайской Патриотической Ассоциации. Католические иерархи отказались поддержать решение хартумского правительства, после чего на Католическую церковь в Южном Судане начались гонения. Многие храмы были разрушены и была запрещена деятельность католических общин в Южном Судане.
В 1983 году была аннулирована автономия Южного Судана. В Судане был провозглашено исламское право шариата. Это привело к конфликту между северным Суданом и южной части страны, где проживали анимисты и христиане. Несмотря на публичные заверения, что шариат не распространяется на немусульман, жители Южного Судана подвергались наказаниям за несоблюдение исламского юридического права. В 1991 году архиепископ Хартума заявил, что христианам в Судане препятствуют совершать необходимые богослужения.
В 2000 году была канонизирована Джузеппина Бахита — первая святая из Южного Судана.
В 2008 году в Южном Судане при поддержке Конференции католических епископов Судана монашеским орденом иезуитов был основан Католический университет Судана - одно из четырёх высших учебный заведений Южного Судана.

## Структура Католической церкви в Южном Судане
В настоящее время в Южном Судане действуют одна архиепархия и 6 епархий. После объявления независимости Южного Судана 9-го июля 2011 года католические епископы страны пока ещё не сформировали самостоятельную Конференцию, поэтому епархии Южного Судана пока ещё входят в Конференцию католических епископов Судана.
- Архиепархия Джубы;
  - Епархия Вау;
  - Епархия Ей;
  - Епархия Малакаля;
  - Епархия Румбека;
  - Епархия Томбура-Ямбио;
  - Епархия Торита.